# Nguyễn Đăng Tiến (chính khách)
Nguyễn Đăng Tiến (sinh năm 1955) là đại biểu Quốc hội Việt Nam khóa 13, thuộc đoàn đại biểu Bắc Giang, nguyên Tổng Giám đốc Đài Tiếng nói Việt Nam.

## Tiểu sử
Nguyễn Đăng Tiến sinh ngày 20 tháng 7 năm 1955, người dân tộc Kinh, không theo tôn giáo nào, quê quán tại Tổ 4, phường Phú Lãm, quận Hà Đông, TP Hà Nội.
Ngày 1 tháng 12 năm 1978, ông gia nhập Đảng Cộng sản Việt Nam.
Ông có trình độ cử nhân lí luận chính trị Đảng cộng sản Việt Nam.
Ông là Thạc sĩ Quản lý khoa học công nghệ; Cử nhân Kinh tế; Kỹ sư Nông nghiệp.
Ông từng là Bí thư Đảng ủy, Tổng Giám đốc Đài Tiếng nói Việt Nam, Ủy viên Ủy ban Đối ngoại của Quốc hội khóa 13, Đại biểu Quốc hội Việt Nam khóa 13 thuộc đoàn đại biểu tỉnh Bắc Giang.